# پارسا جعفری
پارسا جعفری (زادهٔ ۱۸ تیر ۱۳۷۸) بازیکن فوتبال اهل ایران است که در پست دروازه‌بان برای باشگاه فوتبال ذوب‌آهن در لیگ برتر خلیج فارس بازی می‌کند.